# Glue (film)
Pour plus de détails, voir Fiche technique et Distribution.
Glue est un film argentin réalisé par Alexis Dos Santos, sorti en 2006.

## Synopsis
À Zapala, Lucas et son ami Nacho rencontrent Andrea. Les trois explorent la prise de drogue et le sexe.

## Fiche technique
- Titre : Glue
- Réalisation : Alexis Dos Santos
- Scénario : Alexis Dos Santos
- Photographie : Natasha Braier
- Montage : Ida Bregninge, Leonardo Brzezicki et Alexis Dos Santos
- Production : Alexis Dos Santos et Soledad Gatti-Pascual
- Société de production : Diablo Films, Meteoritos et The Bureau
- Pays :  Argentine et  Royaume-Uni
- Genre : Drame et romance
- Durée : 110 minutes
- Dates de sortie : 
  -  Pays-Bas : 2 février 2006 (Festival international du film de Rotterdam)
  -  France : 27 août 2008 (DVD)

## Distribution
- Nahuel Pérez Biscayart : Lucas
- Nahuel Viale : Nacho
- Inés Efron : Andrea
- Verónica Llinás : Mecha
- Héctor Díaz : Freddy
- Florencia Braier : Flor
- Jimena Prieto : Jimena
- Flavio Alexis Saddi : Flavio
- Astor Escobar : Astor

## Distinctions
En 2007, le film a obtenu le prix du meilleur premier film au Festival du film Frameline et le prix spécial du jury au Festival du film gay et lesbien de Turin.

## Article annexe
- Psychotrope au cinéma et à la télévision